# Smoleva
Smoleva je naselje v Občini Železniki.